# Paduniella vikramasinha
Paduniella vikramasinha là một loài Trichoptera trong họ Psychomyiidae. Chúng phân bố ở miền Ấn Độ - Mã Lai.